# Cohesiefonds
Met het Cohesiefonds probeert de Europese Unie de economie van minder welvarende lidstaten op peil te brengen. Doel is een sterk economisch blok te vormen met een stabiele munt: de euro. Gelden uit het fonds kunnen gebruikt worden om de infrastructuur en om in duurzaamheid te investeren. Het fonds heeft in de loop van de tijd minder middelen ter beschikking gekregen.
|             | te besteden bedrag in miljarden euros |
| ----------- | ------------------------------------- |
| 2021 - 2027 | 48                                    |
| 2014 - 2020 | 63                                    |
| 2007 - 2013 | 347                                   |